# Cajsa Warg

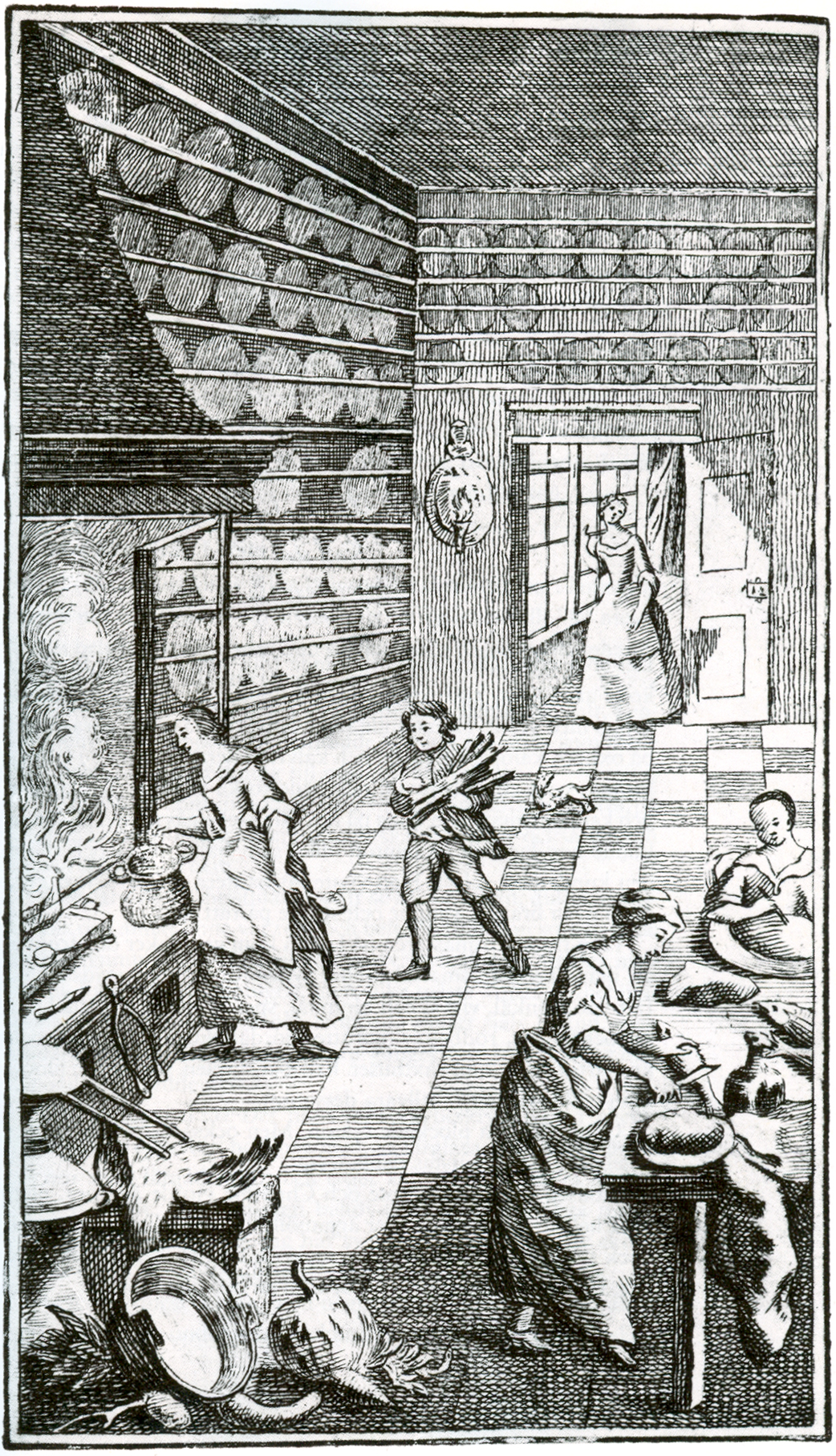
Frontyspis z pierwszego wydania Hjelpreda I Hushållningen För Unga Fruentimber. Pehr Geringius, miedzioryt, 1755

Cajsa Warg, właściwie: Anna Christina Warg (ur. 22 lub 23 marca 1703 w Örebro, zm. 5 lutego 1769 w Sztokholmie) – szwedzka autorka książek kucharskich. Jej dzieła wywarły znaczący wpływ na szwedzką sztukę kulinarną.

## Życiorys
Cajsa Warg urodziła się w Örebro w rodzinie mieszczańskiej. Jej rodzicami byli Catharina Lewin i Anders Warg. Ojciec zmarł po długiej chorobie, kiedy miała pięć lat. W 1710 matka poślubiła rotmistrza Erica Rosenstråle, po czym przeprowadziła się wraz z córkami Anną Christiną i Anną Cathariną do jego posiadłości w okolicach Finspång. Z nowego małżeństwa urodziła jeszcze siódemkę dzieci.
Nie wiadomo dlaczego ani dokładnie, kiedy Warg opuściła dom rodzinny i przeprowadziła się do Sztokholmu, gdzie pracowała jako gospodyni w kilku bogatych domach. W latach 40. XVIII wieku znalazła zatrudnienie u swej kuzynki Cathariny Ehrenpreus i jej męża Leonharda Klinckowström, którzy posiadali dom w stolicy oraz majątek Lövsta za miastem. Byli oni jej ostatnimi pracodawcami. Miała z nimi dobre stosunki, Leonhard Klinckowström, który zmarł w 1759, przyznał jej w testamencie dożywotnie prawo do mieszkania w jego domu. Sama zmarła w 1769 i pochowana została w grobowcu rodziny Klinckowström w kościele św. Klary w Sztokholmie.

## Publikacje
Pierwsze wydanie Hjelpreda I Hushållningen För Unga Fruentimber („Pomocnik gospodarski dla młodych kobiet”) ukazało się w 1755. Warg prawdopodobnie sfinansowała to przedsięwzięcie spadkiem po matce, wynoszącym 5000 riksdalerów, który właśnie tego roku otrzymała. Książka zawiera 800 przepisów kulinarnych, a także porady dotyczące prac domowych, np. farbowania tkanin czy wytwarzania świec.
Cajsa Warg tworzyła swoje przepisy z myślą o dobrze sytuowanych gospodarstwach mieszczańskich. Pojawiają się w nich drogie, importowane przyprawy, takie jak cynamon i gałka muszkatołowa, którą to autorka lubiła szczególnie. Już w pierwszym wydaniu książki figuruje przepis na lody, jednak z komentarzem, jakoby były one szkodliwe dla zdrowia. Warg nigdy nie pisała jednak o ziemniakach, chociaż upowszechniły się one w Szwecji w późniejszych latach jej życia. Pojawiły się one dopiero w dziewiętnastowiecznych wydaniach jej książki opublikowanych pośmiertnie.
Już pierwsze wydanie książki cieszyło się dużą popularnością. Poradnik doczekał się czternastu wznowień, z których cztery ukazały się za życia autorki, a ostatnie w 1822, ponad 50 lat po jej śmierci. Książkę przetłumaczono na języki obce: niemiecki, duński, fiński, a także estoński. W XIX wieku zainteresowanie tą publikacją spadło ze względu na modernizację szwedzkiej kuchni, pojawienie się nowych sprzętów i składników.
Cajsa Warg bywa nazywana „matką szwedzkiej sztuki kulinarnej”. Przypisywane jej jest autorstwo popularnego powiedzenia „Man tager vad man haver” („To się bierze, co się ma”), mającego świadczyć o jej oszczędności i zaradności w gospodarstwie. Te słowa nie pojawiają się jednak w jej publikacjach.
W 2002 uhonorowana została, jako jedna z siedmiu postaci odznaczających się w historii szwedzkiej sztuki kulinarnej, znaczkiem pocztowym ze swoją podobizną.

## Borgarhuset

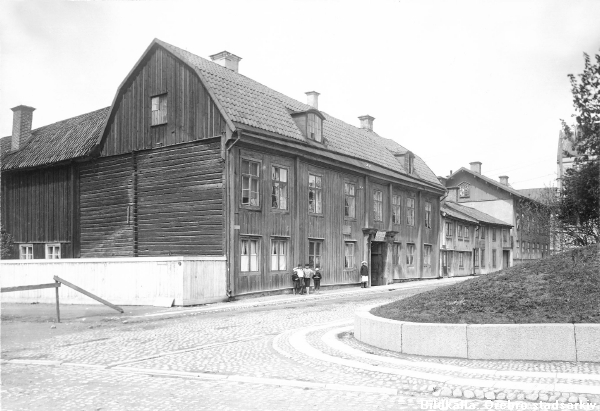
Borgarhuset w 1903, budynek w głębi zdjęcia

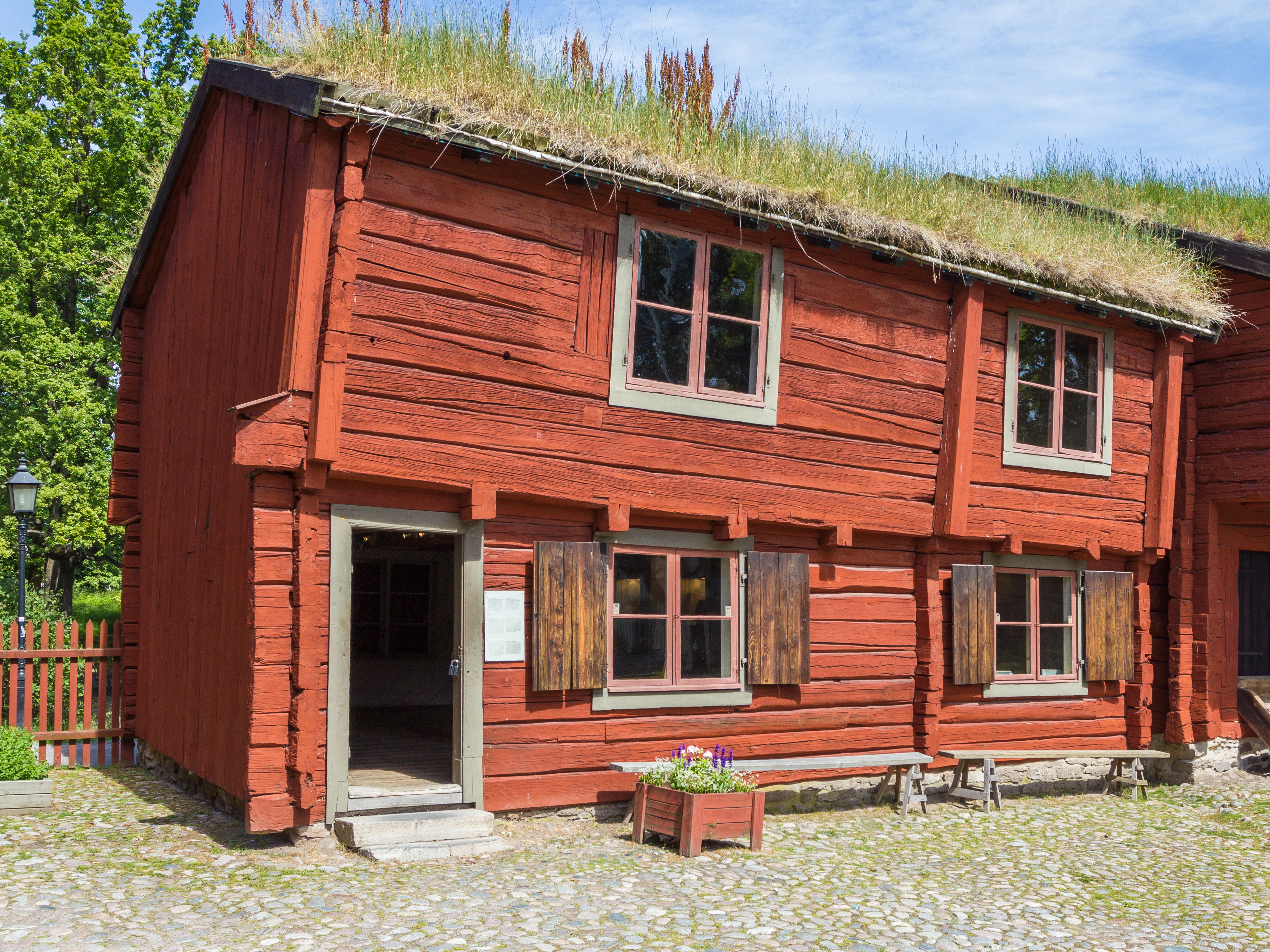
Borgarhuset w 1914

Dom, w którym Cajsa Warg urodziła się i spędziła pierwsze lata swojego życia, znany jako Borgarhuset, jest jednym z najstarszych zachowanych drewnianych budynków regionu Örebro. Wzniesiony został pod koniec XVII wieku przy ulicy Kungsgatan, jednak był przenoszony dwa razy w celu uchronienia go przed zburzeniem. W latach 60. XX w. trafił do skansenu Wadköping w centrum Örebro, gdzie znajduje się obecnie. W 2000 został wpisany do szwedzkiego rejestru zabytków. W budynku znajduje się wystawa stała poświęcona pisarce.